# Notación numérica de la ICCF
La notación numérica de la ICCF es la notación oficial de ajedrez de todos los juegos de la Federación Internacional de Ajedrez por Correspondencia (ICCF). Esto se debe a que en juegos internacionales de ajedrez por correspondencia, la notación algebraica puede ser confusa, ya que diferentes idiomas tienen diferentes nombres (y por lo tanto diferentes iniciales) para las piezas de ajedrez.
En resumen, cada escaque del tablero de ajedrez tiene una designación de dos dígitos. El primer dígito corresponde a la columna, de izquierda a derecha desde el punto de vista de Blancas. El segundo dígito es la fila desde la orilla más cercana a Blancas hasta la opuesta. Las jugadas se designan con cuatro dígitos - los primeros dos son el código del escaque de la pieza que se moverá y los últimos dos son el código de su destino.

## Detalles

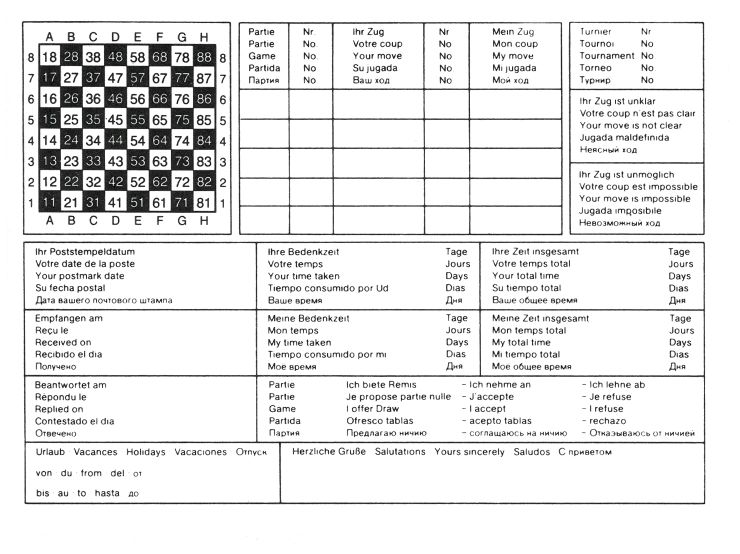
Postal de ajedrez por correspondencia mostrando la notación algebraica y la notación de la ICCF

En la notación numérica todos los escaques están designados con un número de dos dígitos. En este sencillo sistema de coordenadas el primer dígito describe la columna y el segundo la fila. Una jugada se define al emparejar dos de estas coordenadas de dos dígitos: la jugada que se escribiría 1. e4 en notación algebraica se debe escribir 1.  5254 en notación numérica. El peón comienza desde el escaque (5, 2) (columna 5, fila 2) y se mueve hacia (5, 4). En la notación numérica no se especifican el tipo de pieza movida ni las capturas— todas las jugadas, excepto la promoción de un peón, consisten sólo de cuatro dígitos.
En la promoción se añade un quinto dígito: "1" para la reina, "2" para la torre, "3" para el alfil y 4 para el caballo. Por ejemplo, en el caso de un peón que se mueve de f7 a f8 y su promoción a torre sería 67682. También existe una notación de cuatro dígitos en la que la fila destino es omitida (porque siempre es "8" para Blancas y "1" para Negras): 6762. Sin embargo, esto es confuso y contrario al estándar.
Para anotar el enroque, se marcan las posiciones inicial y final del rey: para Blancas, 5131 (del lado de la reina) y 5171 (del lado del rey); para Negras, 5838 (del lado de la reina) y 5878 (del lado del rey).

## Historia
El sistema fue diseñado alrededor de 1803 por el profesor alemán J. W. D. Wildt de Göttingen. Fue usado 25 años más tarde por Johann Koch y a veces se le nombra por él. Ivan Savenkov apoyó su uso en 1877 y en Rusia lleva su nombre.